# Stadsdeel Centrum (Enschede)
Stadsdeel Centrum in de Nederlandse stad Enschede omvat de wijken De Bothoven, Boddenkamp, Hogeland-Noord, De Laares, Horstlanden-Veltkamp, Lasonder en Het Zeggelt. De grens van het stadsdeel wordt gevormd door de Singel en wordt aldus ook wel het Binnensingelgebied genoemd.
In dit gebied zijn in totaal ruim 22.000 mensen woonachtig waarmee Enschede Centrum het kleinste stadsdeel van Enschede is.
Stadsdeelwethouder Centrum is June Nods (D66).